# Internazionali di Tennis di San Marino 1990
Gli Internazionali di Tennis di San Marino 1990 sono stati un torneo di tennis giocato sulla terra rossa. È stata la 3ª edizione degli Internazionali di Tennis di San Marino, che fanno parte della categoria World Series nell'ambito dell'ATP Tour 1990. Si sono giocati a San Marino nella Repubblica di San Marino, dal 20 al 26 agosto 1990.

## Campioni

### Singolare maschile
Guillermo Pérez Roldán ha battuto in finale  Omar Camporese con il punteggio di 6–3, 6–3.

### Doppio maschile
Vojtěch Flégl /  Daniel Vacek hanno battuto in finale  Jordi Burillo /  Marcos Górriz con il punteggio di 6–1, 4–6, 7–6.